# Cornelis de Heem

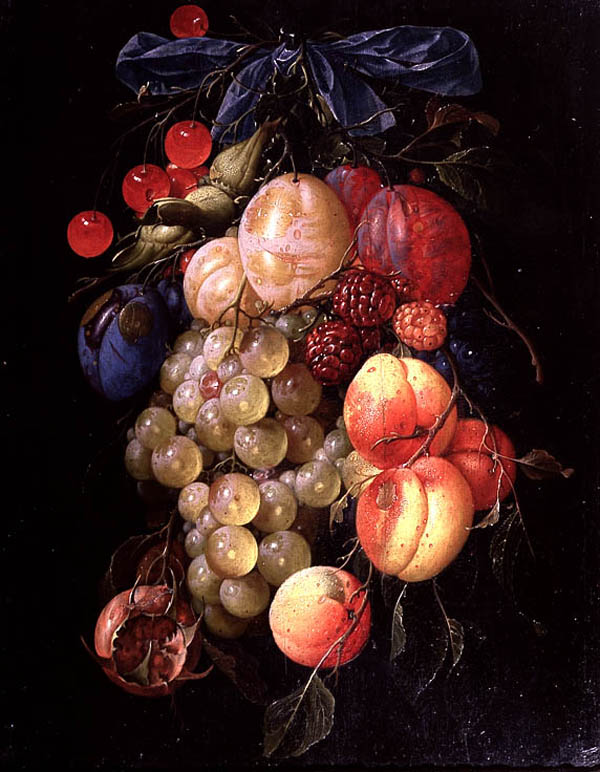
Guirnalda de frutas, óleo sobre tabla, 34,6 x 27,3 cm, Bowes Museum.

Cornelis de Heem fue un pintor barroco holandés nacido en Leiden en 1631 y muerto el 17 de mayo de 1695 en Amberes.

## Biografía
Fue hijo de Jan Davidsz. de Heem (1606 – 1684), uno de los más grandes pintores barrocos de naturalezas muertas de Holanda cuyos temas más numerosos y característicos en sus obras fueron arreglos de frutas, platos de metal, y copas de vino, composiciones de libros e instrumentos musicales, y ejemplos del tema popular "la vanidad de la vida", con artículos tales como cráneos simbólicos y relojes de arena.
Cornelis de Heem, no era exactamente igual que Jan, pero muchas de sus pinturas se conservan en los museos de La Haya, Viena, y en otros lugares. También realizó naturalezas muertas mezclando influencias de pinturas flamencas y neerlandesas del siglo de oro holandés.
Cornelis fue bautizado en Leiden el 8 de abril de 1631, y se trasladó con su familia a Amberes en 1636. Parece haber sido educado por su padre en Amberes, que, como él, nació en la República Holandesa, pero murió al sur de los Países Bajos. Jan a lo largo de su carrera, al igual que muchos pintores, sobre todo después de la Paz de Westfalia en 1648-se trasladó continuamente entre las dos zonas tradicionalmente conectadas del Norte y del Sur de los Países Bajos.
Cornelis se convirtió en un miembro del gremio de pintores de Amberes en 1660, y desde 1667 hasta finales de la década de los 80 del siglo XVII estuvo activo en Utrecht, Ijsselstein, y La Haya.
Con frecuencia, no es fácil distinguir las obras de los diferentes miembros de la familia, que incluía a su hermano Jan Jansz. (1650 – 1695), su sobrino Jan Jansz. II, y su hijo David Cornelisz. (1663 - ¿después de 1718?), quien pintó la mayoría de las flores y piezas de fruta en un estilo similar y, probablemente, colaboró a menudo con su familia.
Las obras de Cornelis, sin embargo, tienden a ser pequeñas, mostrando una preferencia por los azules oscuros, y, con el tiempo, se alejan del estilo pictórico preferido por su padre.

## Obras
- Guirnalda con fruta y flores (década de 1650) óleo sobre lienzo, 70 x 56 cm., colección privada
- Naturaleza muerta con cesta de fruta óleo sobre lienzo, 44.5 x 72.5 cm., Museo Nacional de Arte Occidental, Tokio.
- Naturaleza muerta con flores (1660) óleo sobre lienzo, colección privada.
- Naturaleza muerta de vanidades con instrumentos de música (después de 1661) óleo sobre lienzo, 153 x 166.5 cm., Museo Nacional, Ámsterdam.
- Guirnalda de frutas óleo sobre panel de roble, 34.6 x 27.3 cm., Museo Bowes, Barnard Castle (Condado de Durham).
- Naturaleza muerta con dos langostas, una caracola y frutas óleo sobre lienzo, 105 x 87 cm.
- Naturaleza muerta con flores, frutas y crustáceos óleo sobre lienzo, 64.5 x 53 cm., colección privada.
- Naturaleza muerta con flores y fruta óleo sobre lienzo, 55.8 x 73.5 cm., Museo de Bellas Artes, Gante.
- Naturaleza muerta de fruta óleo sobre lienzo, 47 x 39 cm., colección privada.
- Naturaleza muerta de flores óleo sobre lienzo, 53 x 42.5 cm., Galería Nacional, Praga.
- Mesa (con frutas), ca. 1670. O/L 43 x 60 cm. Museo del Prado (Madrid).

## Galería

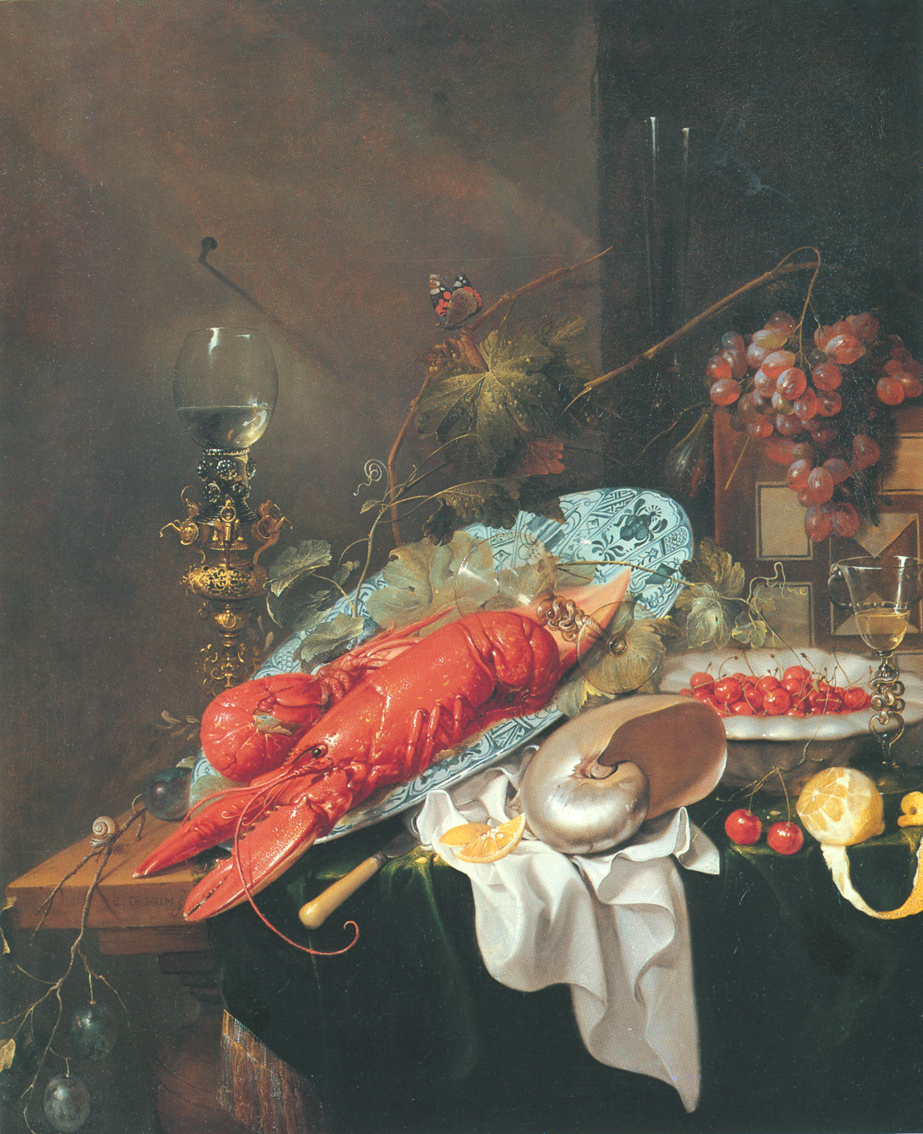
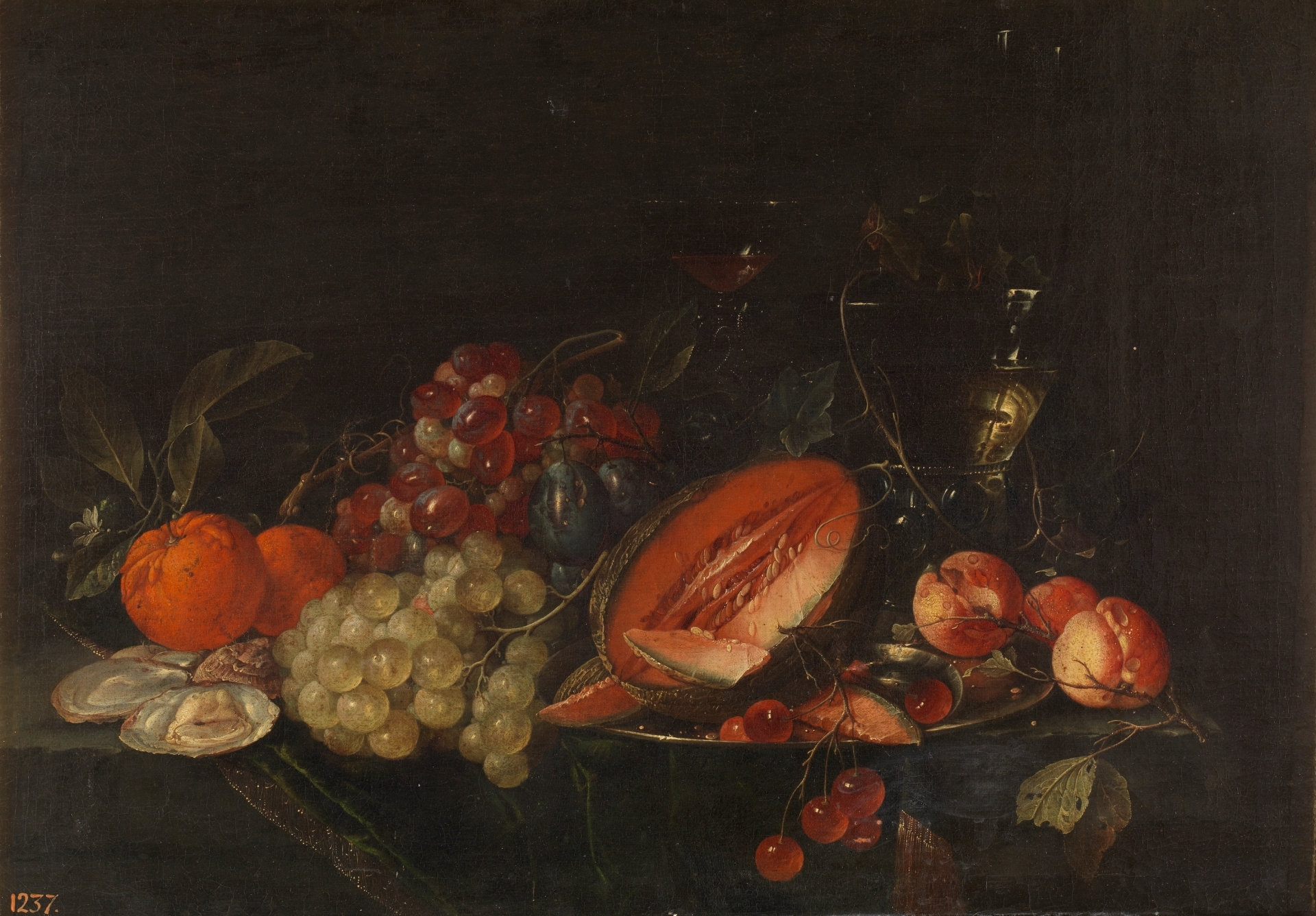
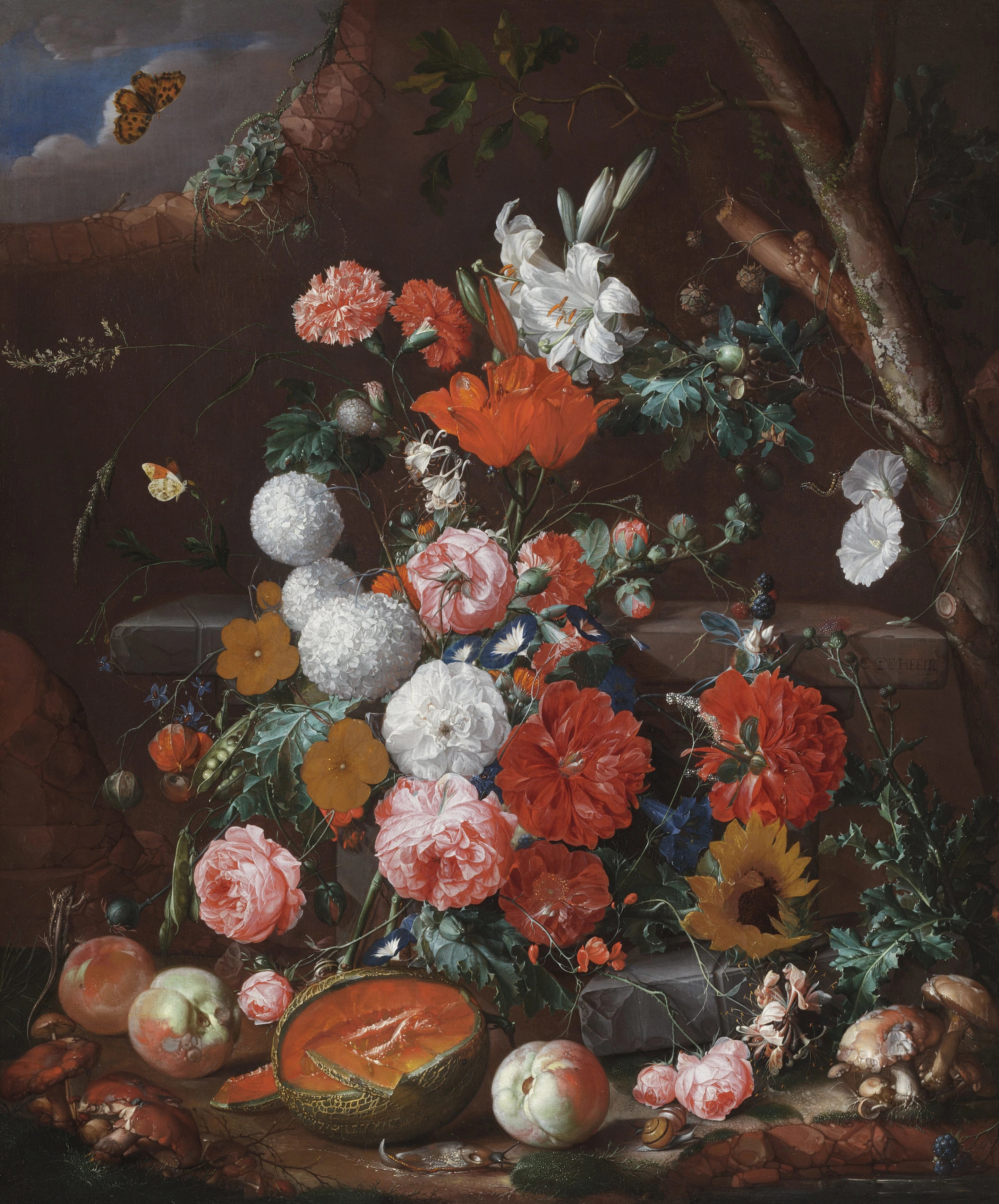
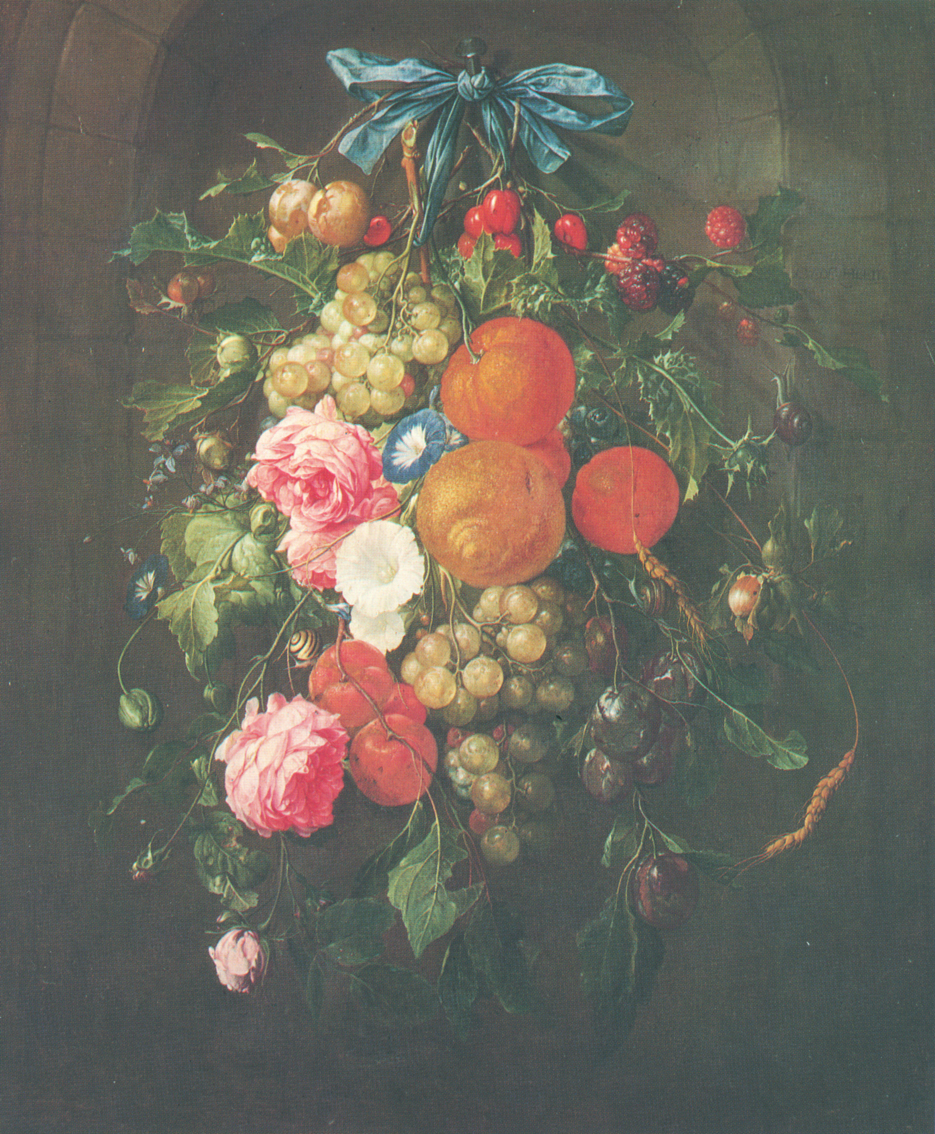
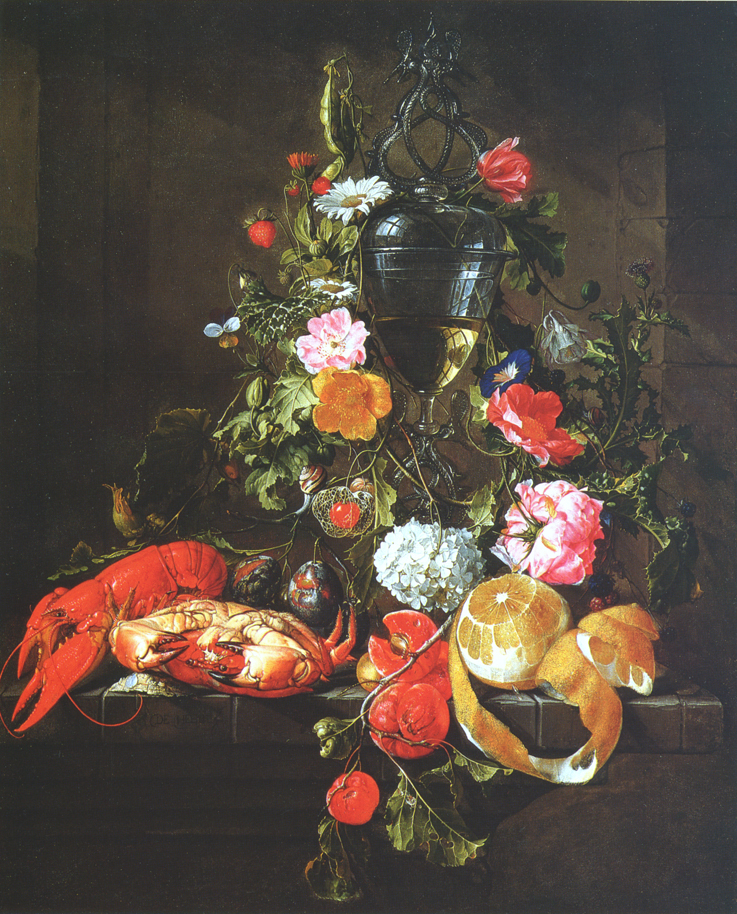
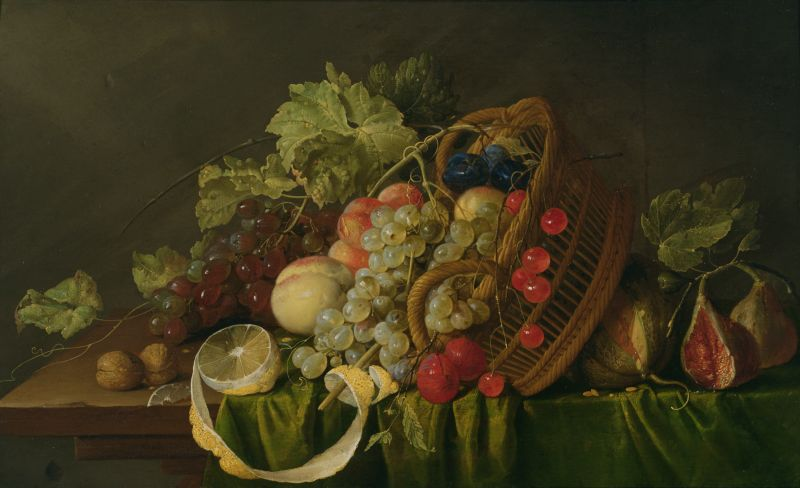